# Cadenazzo
Cadenazzo je obec ve švýcarském kantonu Ticino, okresu Bellinzona. Žije zde přibližně 3 000 obyvatel.

## Geografie

Letecký pohled (1964)

Zatímco obec Cadenazzo leží v nadmořské výšce kolem 215 metrů v Magadinské rovině, nedaleko řeky Ticino, nejvyšší bod obce, vrch Matro ve výšce 1198 metrů nad mořem, se nachází na jižním svahu masivu Ceneri.
Asi pět kilometrů východně od území obce Cadenazzo se nachází tzv. comunanza s bývalou obcí Medeglia (od 21. listopadu 2010 obec Monteceneri). Toto území o rozloze necelých 3 km², na kterém nežijí žádní stálí obyvatelé, je historicky společným vlastnictvím vesnic Medeglia a Robasacco (první patří od roku 2010 obci Monteceneri, druhá od roku 2005 obci Cadenazzo). Monteceneri má dvoutřetinový podíl a Cadenazzo třetinový.
Sousedními obcemi jsou Gambarogno, Locarno, Lavertezzo, Cugnasco-Gerra, Bellinzona, Sant’Antonino, Isone, Monteceneri a Ponte Capriasca.

## Historie
První zmínka o obci pochází z roku 1355 jako Catenacii. Svůj majetek zde vlastnila kapitula Bellinzona. V roce 1438 postoupila jeho část obyvatelům Cadenazza s povinností udržovat kapli San Pietro. Do roku 1442 patřila vesnice k farnosti Bellinzona, poté vytvořila vlastní farnost se Sant’Antoninem; v roce 1830 se stala samostatnou farností. 7. února 1945 se z letadla nad Cadenazzem snesla posádka amerického bombardéru B-25 s názvem „The Big Swing“, která letěla ještě 10 kilometrů do údolí Valle d’Arbedo.

## Obyvatelstvo

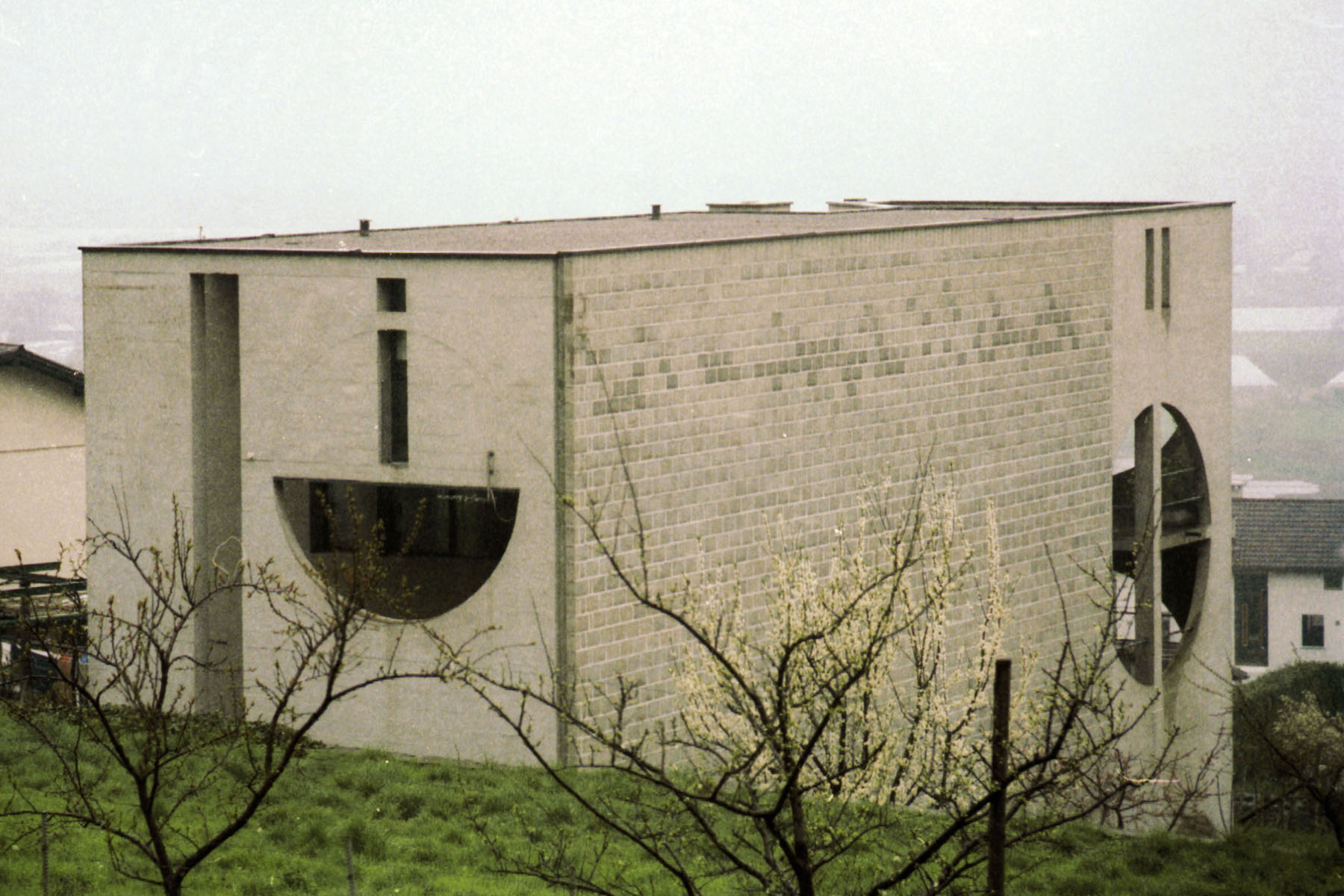
Dům (architekt: Mario Botta)

| Rok            | 1698 | 1784 | 1850 | 1900 | 1950 | 1990 | 2000 | 2004 | 2006 | 2010 | 2012 | 2020 |
| Počet obyvatel | 191  | 200  | 216  | 333  | 621  | 1500 | 1755 | 2017 | 2116 | 2332 | 2439 | 2998 |

## Hospodářství
Ještě na počátku 21. století se v Magadinské nížině provozovalo zemědělství, kdysi převažující, ale nepříliš produktivní, které bylo po korekci řeky Ticino výrazně zproduktivněno (hlavně obilnářství a zahradnictví). Od roku 1973 sídlí v Cadenazzu pobočka Švýcarského federálního výzkumného centra pro agroekologii a zemědělství. Díky řadě průmyslových podniků, obchodů a skladů v blízkosti železniční stanice je obec atraktivním místem s množstvím pracovních příležitostí.

## Doprava

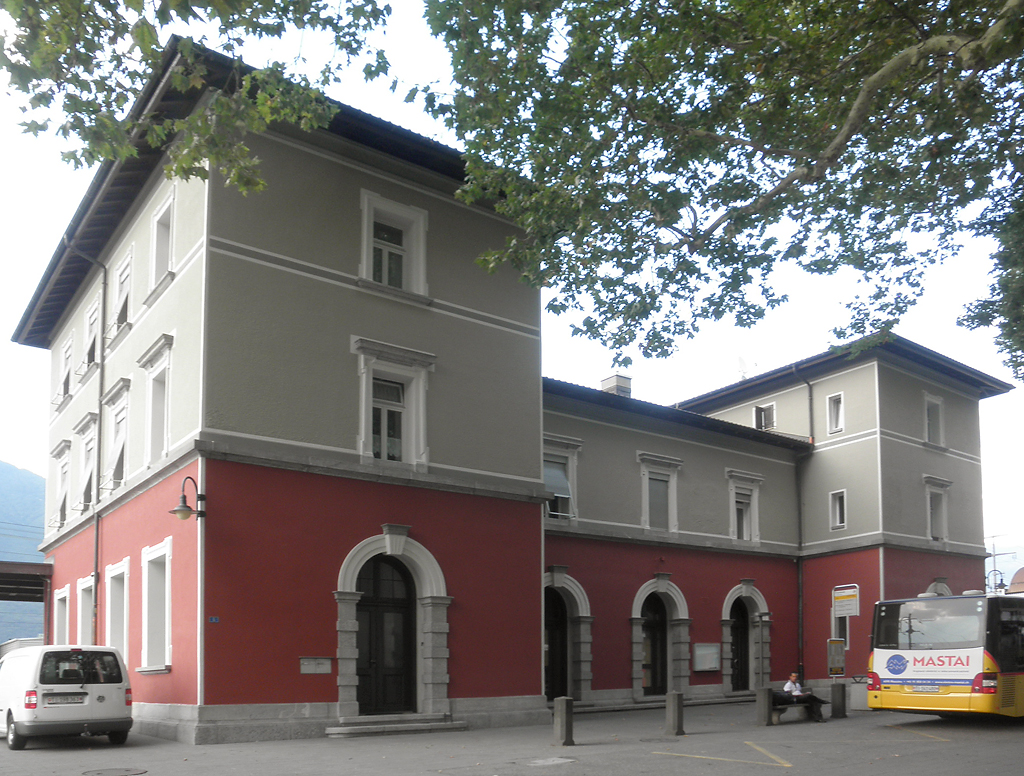
Železniční stanice Cadenazzo

V Cadenazzu začíná stoupání po hlavní silnici 2, která vede z Bellinzony přes průsmyk Monte Ceneri do Lugana. V centru Cadenazza odbočuje z hlavní silnice 2 kantonální silnice 406 do Luina. Tato silnice vede také souběžně s hlavní silnicí 13, která vede severně od obce, do Locarna. Západně od Cadenazza odbočuje z trati Giubiasco–Locarno železniční trať do Luina. Železniční stanice Cadenazzo je přestupním bodem regionálního významu. Od otevření úpatního tunelu Ceneri jezdí vlaky RegioExpress z Locarna do Lugana přes Cadenazzo.
Ve stanici Cadenazzo, nacházející se na území sousední obce Gambarogno, provozuje společnost SBB Cargo terminál pro kombinovanou dopravu se 4 kolejemi. Příjezd k němu vede z dálnice A2 na exitu 47 Bellinzona Sud.

## Zajímavost
V obci se v místní části Borette nachází dům Casa Caccia z let 1970–1971, navržený architektem Mariem Bottou.